# Hanžeković Memorial 2017
Hanžeković Memorial 2017 – mityng lekkoatletyczny, który odbył się w dniach 28–29 sierpnia 2017 w Zagrzebiu. Zawody były kolejną odsłoną cyklu World Challenge Meetings rozgrywanego pod egidą IAAF.

## Rezultaty

### Mężczyźni
| Konkurencja:               | 1. miejsce          | Rezultat   | 2. miejsce        | Rezultat | 3. miejsce          | Rezultat   |
| Bieg na 100 m              | Yohan Blake         | 10,05      | Mike Rodgers      | 10,14    | Asafa Powell        | 10,16      |
| Bieg na 400 m              | Gil Roberts         | 44,94      | Isaac Makwala     | 45,29    | Vernon Norwood      | 45,47      |
| Bieg na 3000 m             | Selemon Barega      | 7:38,90 PB | Davis Kiplangat   | 7:39,97  | Mohammed Ahmed      | 7:40,49 NR |
| Bieg na 110 m przez płotki | Siergiej Szubienkow | 13,12      | Devon Allen       | 13,19    | Balázs Baji         | 13,46      |
| Bieg na 400 m przez płotki | Abderrahaman Samba  | 48,70      | Kyron McMaster    | 49,49    | Louis Jacob van Zyl | 49,69      |
| Skok o tyczce              | Sam Kendricks       | 5,60       | Karsten Dilla     | 5,40     | Ben Broeders        | 5,40       |
| Skok w dal                 | Aleksandr Mieńkow   | 7,98       | Mike Hartfield    | 7,93     | Lazar Anić          | 7,70       |
| Pchnięcie kulą             | Tomas Walsh         | 21,50      | Damien Birkinhead | 21,35 NR | Michał Haratyk      | 21,34      |

### Kobiety
| Konkurencja:                  | 1. miejsce                     | Rezultat | 2. miejsce            | Rezultat   | 3. miejsce             | Rezultat   |
| Bieg na 100 m                 | Blessing Okagbare-Ighoteguonor | 11,14    | Dina Asher-Smith      | 11,23      | Michelle-Lee Ahye      | 11,26      |
| Bieg na 800 m                 | Ajeé Wilson                    | 1:57,72  | Winny Chebet          | 1:58,13 PB | Lynsey Sharp           | 1:58,35    |
| Bieg na 3000 m z przeszkodami | Norah Jeruto Tanui             | 9:04,56  | Daisy Jepkemei        | 9:19,68 PB | Joan Chepkemoi         | 9:20,22 PB |
| Bieg na 100 m przez płotki    | Christina Manning              | 12,66    | Dawn Harper-Nelson    | 12,84      | Kristi Castlin         | 12,86      |
| Skok wzwyż                    | Kamila Lićwinko                | 1,96     | Irina Gordiejewa      | 1,88       | Erika Kinsey           | 1,88       |
| Trójskok                      | Shanieka Ricketts              | 14,45 SB | Wiktorija Prokopienko | 13,96      | Dovilė Dzindzalietaitė | 13,95      |
| Rzut dyskiem                  | Sandra Perković                | 70,83    | Whitney Ashley        | 62,91      | Nadine Müller          | 62,58      |
| Rzut oszczepem                | Elizabeth Gleadle              | 63,40    | Sara Kolak            | 61,86      | Tacciana Chaładowicz   | 61,74      |

## Rekordy
Podczas mityngu ustanowiono 2 rekordy krajowe w kategorii seniorów:
| Zawodnik          | Reprezentacja | Konkurencja         | Rezultat |
| ----------------- | ------------- | ------------------- | -------- |
| Mohammed Ahmed    | Kanada        | bieg na 3000 metrów | 7:40,49  |
| Damien Birkinhead | Australia     | pchnięcie kulą      | 21,35    |